# Atrichobrunettia longipenis
Atrichobrunettia longipenis är en tvåvingeart som beskrevs av Freddy Bravo 2006. Atrichobrunettia longipenis ingår i släktet Atrichobrunettia och familjen fjärilsmyggor. Inga underarter finns listade i Catalogue of Life.